# Emil Bertrand Münster
Emil Bertrand Münster, född 10 januari 1816 i Drammen, död 28 december 1888 i Kongsberg, var en norsk metallurg. Han var far till Thomas Georg Münster.
Münster dimitterades privat som student 1834 och avlade bergsexamen 1840. Han var därefter amanuens vid astronomiska observatoriet till juni 1844, då han med stipendium, dels från staten, dels från Kongsbergs silververk, reste till utlandet för att under två år främst studera hyttkonstens praktik och teori. År 1847 blev aspirant vid Kongsbergs silververk och 1849 universitetsstipendiat i metallurgi. År 1850 blev han konstituerad och 1854 utnämnd till lektor i detta ämne, i vilket han var professor 1862–1885. Han var ledamot av Videnskapsselskabet i Kristiania från dess stiftande 1857.